# Vestali

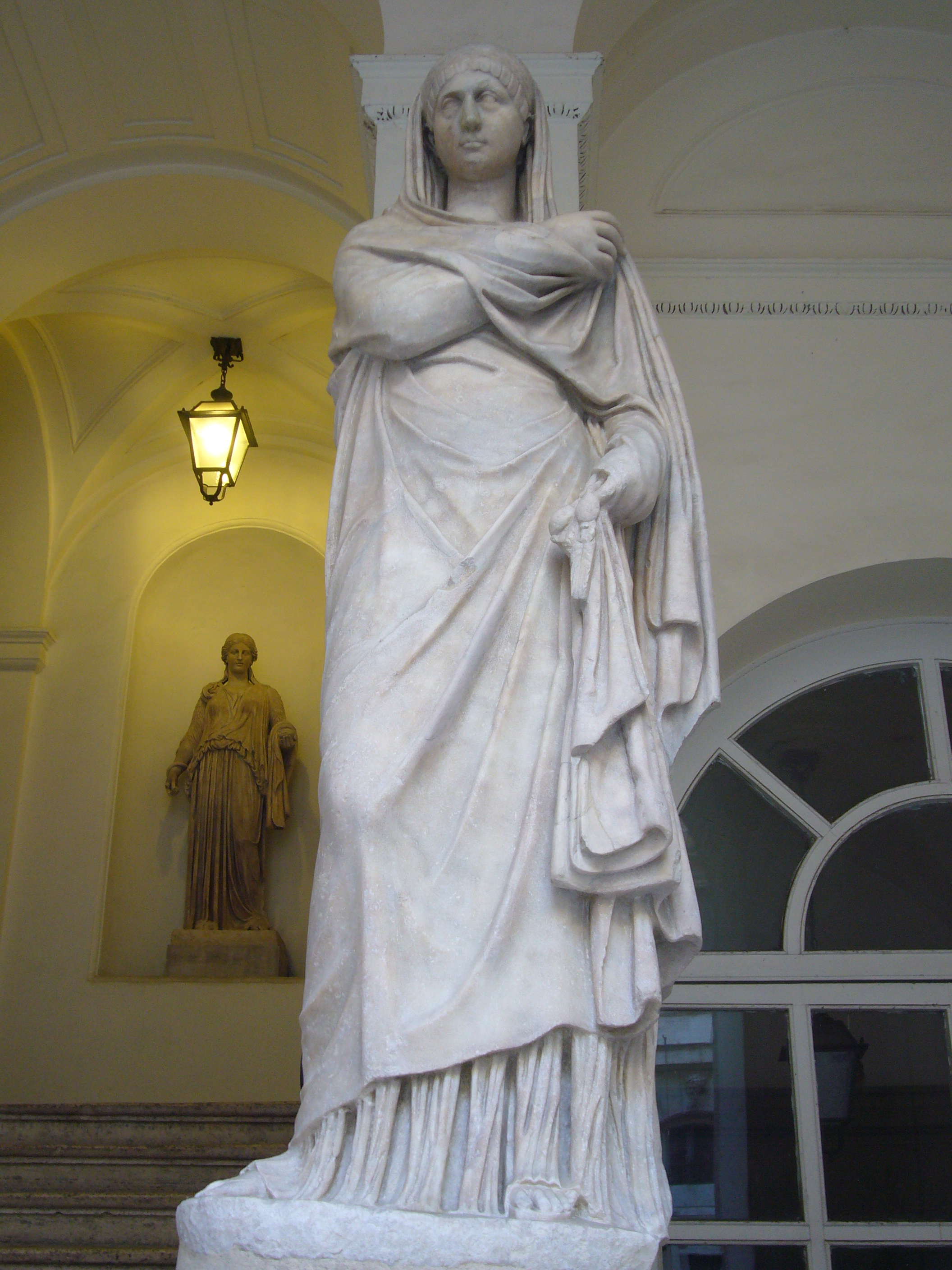
Vestale (Roma, Palazzo Braschi)

Le vestali erano sacerdotesse consacrate alla dea Vesta. Una delle prime vestali  conosciute sarebbe stata Rea Silvia, la madre di Romolo, il primo re di Roma. Al successore Numa Pompilio è attribuita l'istituzione a Roma del culto della dea Vesta, dea del focolare e del  fuoco, con la creazione del collegio di vergini sacre per la sua custodia, chiamate vestali.

## La leggenda delle origini
L'origine del culto del fuoco si perde nella notte dei tempi. Mantenere il fuoco acceso era una garanzia di sopravvivenza per le prime comunità stanziali del Lazio. L'antichità del culto e dell'ordine sacerdotale è attestata dalla leggenda della fondazione di Roma, secondo la quale già la madre di Romolo e Remo, Rea Silvia, fosse una vestale di Albalonga. E secondo Tito Livio, quello delle Vestali, con caratteristiche  derivate dall'analogo culto di Albalonga, fu tra i primi Collegi sacerdotali creati da Numa Pompilio: subito dopo i Flàmini, e prima dei Salii e dei Pontefici. Compito precipuo delle Vestali era mantenere sempre acceso il sacro fuoco alla dea Vesta, che rappresentava la vita della città, e assicurarne il culto. Le Vestali erano inoltre incaricate di preparare gli ingredienti per qualsiasi sacrificio pubblico o privato, come la mola salsa, una mistura di farina di farro e sale, con cui si cospargeva la vittima prima del sacrificio (da cui il termine immolare).
Svetonio racconta che Augusto:
(Svetonio, Augustus, 31.)

## Onori delle Vestali

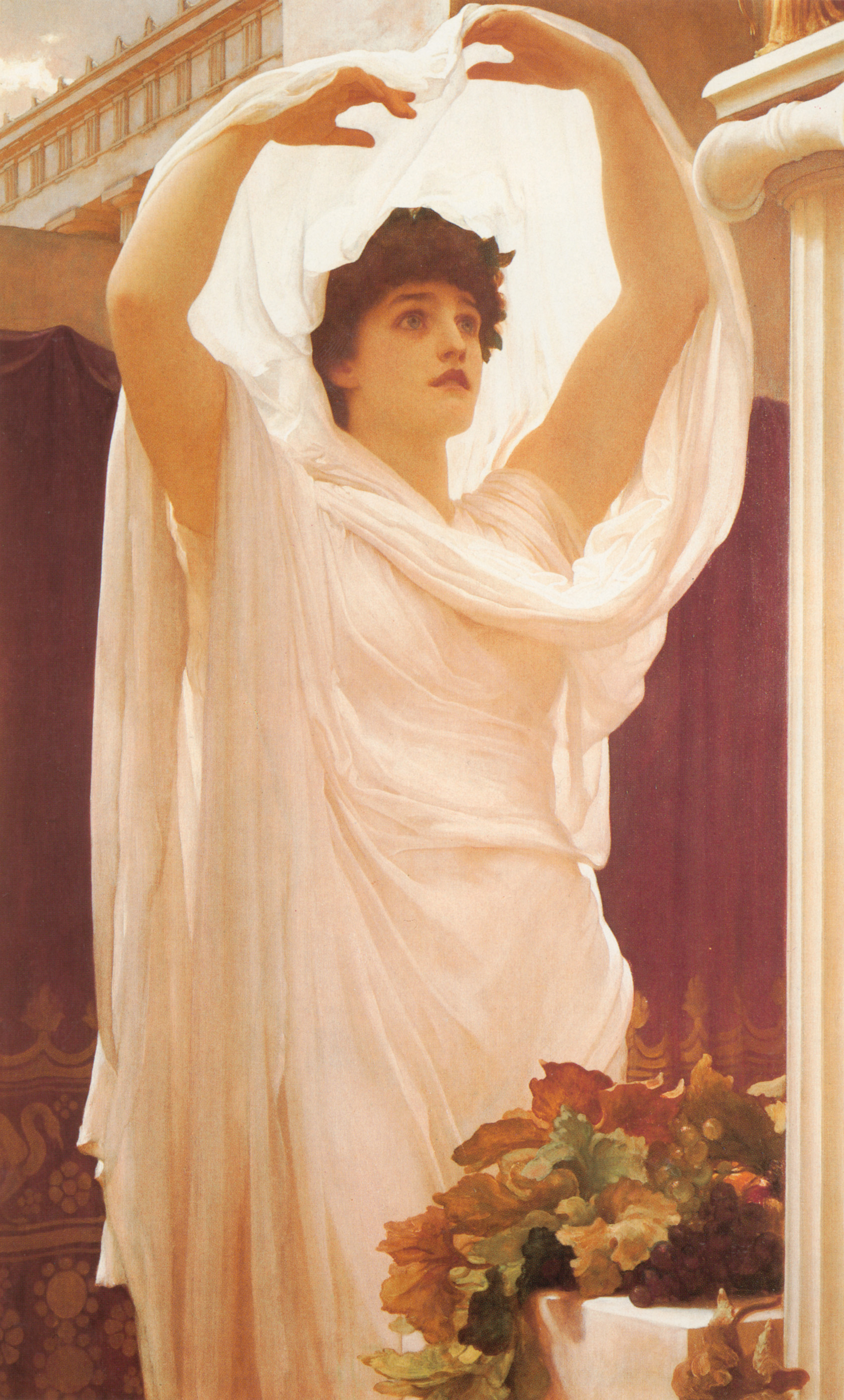
Vestale di Frederic Leighton (1830-1896)

In principio le Vestali furono quattro (o tre) fanciulle vergini; in seguito il loro numero fu portato a sei, sorteggiate all'interno di un gruppo di 20, di età compresa tra i 6 e i 10 anni, appartenenti esclusivamente a famiglie patrizie.
La consacrazione al culto, officiata dal Pontefice massimo, avveniva attraverso la captio, o cattura, un rito paranuziale che ricalca il matrimonio per rapimento. Dopo che il Pontefice aveva pronunciato la frase di rito: "Ego te amata capio" (io ti prendo, amata), le fanciulle diventavano Sacerdotesse di Vesta. erano sottoposte al Pontefice massimo come ad un marito, e a lui dovevano rispondere in caso di eventuali mancanze.
Il servizio aveva una durata di 30 anni: nei primi dieci erano considerate novizie, nel secondo decennio erano addette al culto, mentre gli ultimi dieci anni erano dedicati all'istruzione delle novizie. In seguito erano libere di abbandonare il servizio e sposarsi. La vestale più anziana aveva il titolo di "Virgo Vestalis maxima".

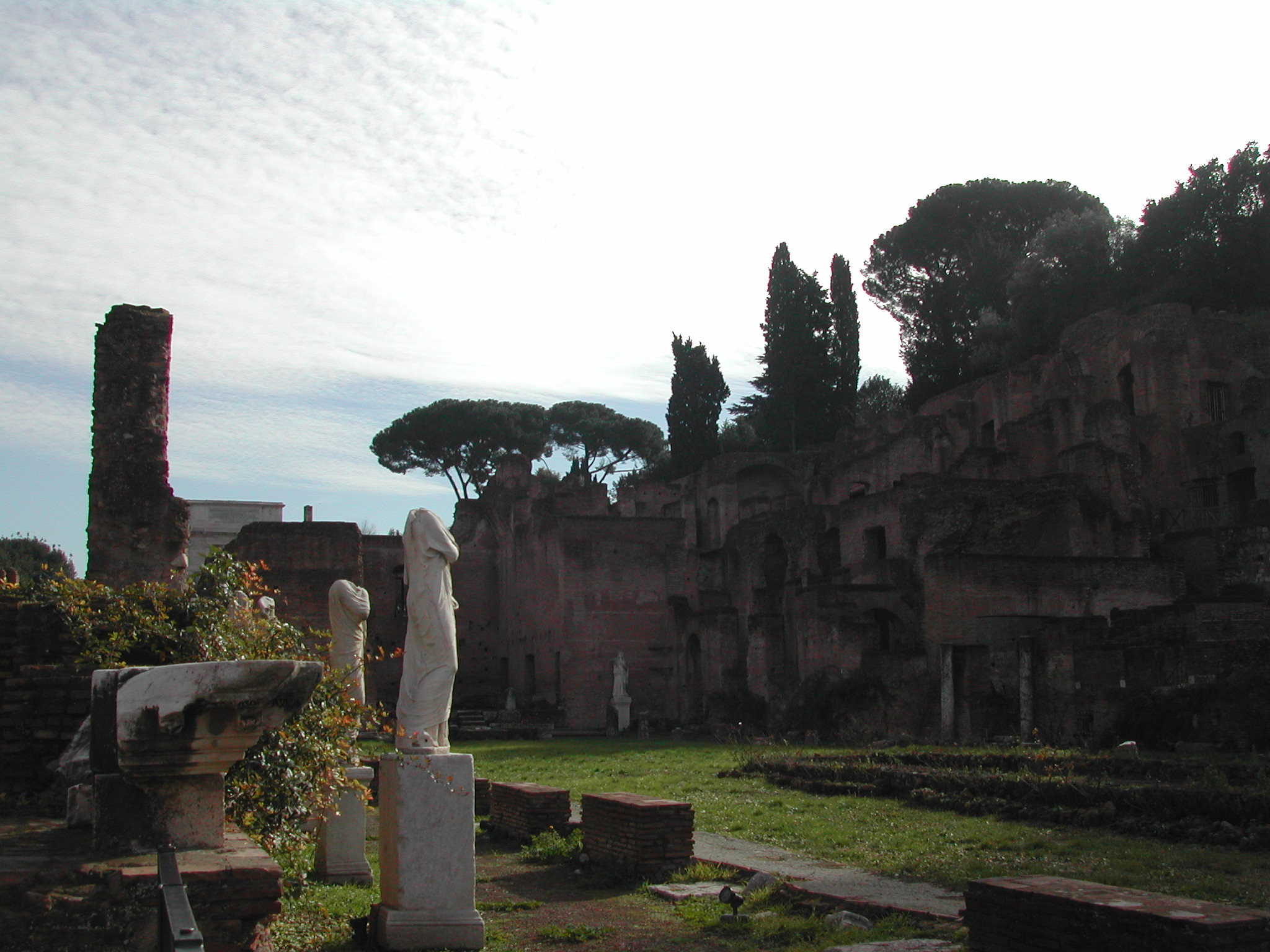
Resti della Casa delle Vestali nel Foro Romano

La loro vita si svolgeva nell'Atrium Vestae, accanto al tempio di Vesta, dove dovevano mantenere acceso il fuoco sacro e preparare la "mola salsa". Potevano però uscire liberamente in lettiga, e godevano di privilegi superiori a quelli delle donne romane, nonché di diritti e onori civili: mantenute a spese dello Stato, affrancate dalla patria potestà al momento di entrare nel Collegio, erano le uniche donne romane che potevano fare testamento (e custodi a loro volta, grazie all'inviolabilità del tempio e della loro persona, di testamenti e trattati); potevano, inoltre, testimoniare senza giuramento, e i magistrati cedevano loro il passo, e facevano abbassare i fasci consolari, al loro passaggio.
Tra le loro prerogative c'erano anche il diritto di chiedere la grazia per il condannato a morte che avessero incontrato casualmente, e quello di essere sepolte all'interno del Pomerio. Alle Vestali erano anche affidati gli oggetti più sacri di Roma, i Pignora imperii, i sette talismani sacri che garantivano la potenza eterna dell'Urbe: tra di essi, tutti conservati nel Tempio di Vesta, c'erano gli Ancilia (i dodici scudi sacri di Marte, dio della guerra) e il Palladio (la statua della dea Atena che Enea portò da Troia).

## Abbigliamento
Le Vestali erano riconoscibili oltre che per le vesti, per un'elaborata acconciatura a trecce, i "seni crines", portati attorcigliati sul capo e sormontati da un'infula (benda sacra) che girava in più spire e terminava in due bende finali, che ricadevano sulle spalle. Il tutto era coperto da un velo fissato da una spilla, simile a quello delle spose.

## Proibizioni e condanne

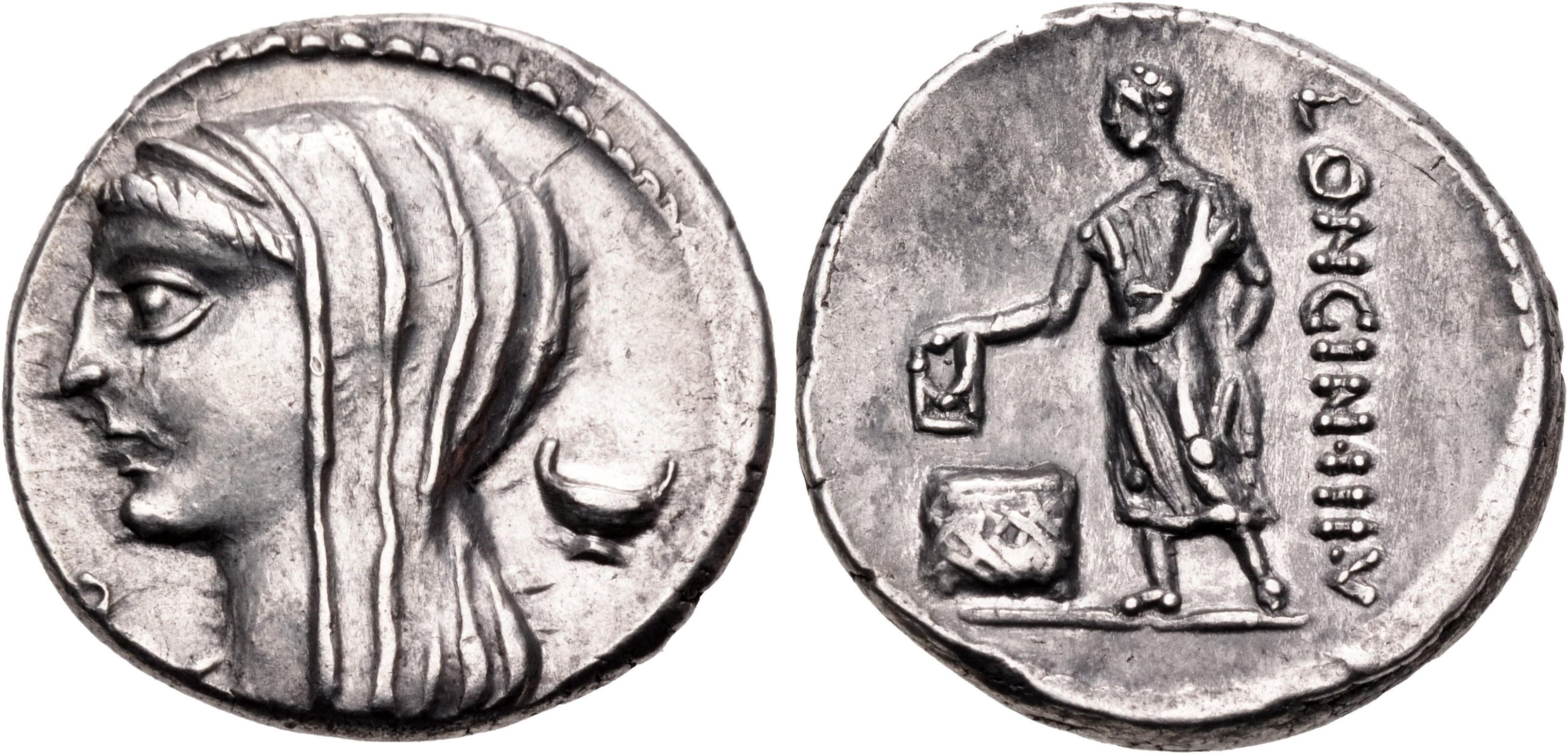
Denario romano del 60 a.C., con capo di vestale velato e drappeggiato, e di un elettore romano nell'atto di votare.

Le uniche colpe che potevano sovvertire questo statuto di assoluta inviolabilità, erano lo spegnimento del fuoco sacro, e le relazioni sessuali, che venivano considerate sacrilegio imperdonabile (incestus) in quanto la loro verginità doveva durare per tutto il tempo del servizio nell'Ordine. In questi casi la vestale non poteva essere perdonata, ma neppure uccisa da mani umane, in quanto sacra alla dea.
Nei due casi suddetti, la Vestale veniva frustata, e quindi, vestita in abiti funebri, e  posta in una lettiga chiusa, veniva portata, come un cadavere, al Campus sceleratus, che era situato presso la Porta Collina ma ancora dentro le mura (sul Quirinale). Là veniva lasciata in una sepoltura con una lampada, e una piccola provvista di pane, acqua, latte e olio; poi il sepolcro veniva chiuso, e la sua memoria cancellata. Il complice dell'incestus subiva invece la pena degli schiavi: fustigazione a morte, la stessa cui erano soggette la Vestali di Albalonga.

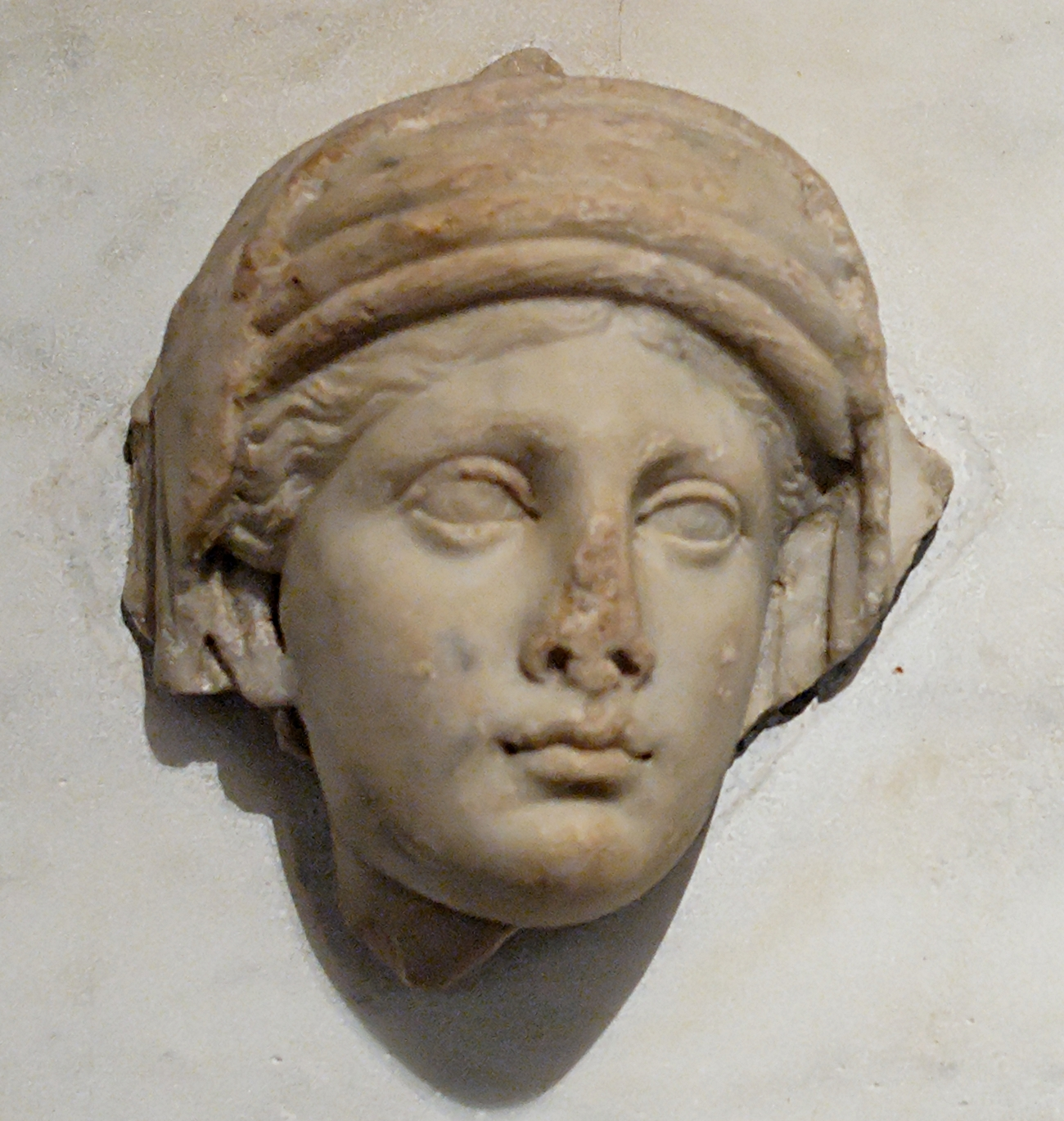
Rilievo di vestale con i "seni crines". Opera romana di età adrianea (117-138). Roma, Antiquario del Palatino

In realtà, almeno fino alla fine della repubblica, la condanna a morte di una Vestale pare assai simile ad un sacrificio umano mascherato, destinato a placare gli dèi che, essendo stati offesi, si vendicavano con catastrofi pubbliche (come l'assedio di Brenno o la disfatta di Canne), o con segni funesti in periodi di irrequietezza sociale. Storici antichi raccontano la condanna della vestale Oppia, attestata nel 483 a.C., e pur riferendo dell'accusa di incesto, mettono in rilievo le lotte interne ed esterne, e i prodigi "mostruosi" che si erano verificati in quel periodo.
Dionigi di Alicarnasso narra della vestale Orbilia che nel 472 a.C., quando a Roma si cercavano i motivi che avevano portato la pestilenza in città, fu dichiarata colpevole di aver mancato al proprio voto di castità, e condannata a morte. A seguito della condanna, uno dei suoi due amanti si suicidò, mentre l'altro fu giustiziato nel foro.
Livio narra di una vestale, Minucia, condannata ad esser sepolta viva per un abbigliamento non adeguato alla posizione occupata (337 a.C.), ma anche dello scagionamento miracoloso (attribuito a Vesta stessa) di una vestale, Tuccia, nel 230 a.C., accusata di non aver conservato la sua verginità.
Ovidio nei Fasti narra che la vestale Claudia, accusata di infedeltà, dimostrò la sua innocenza disincagliando alla foce del Tevere, la nave che portava dalla Frigia la statua di Cibele e la "pietra nera" (lapis niger), propiziatrice della sorte di Roma nella seconda guerra punica contro Annibale. La vestale chiese a Cibele di aiutarla, e riuscì, con la sua cintura, a trainare la nave fuori dalla secc.
Tra il 114 e il 113 a.C. si ebbe uno dei più importanti processi contro le vestali, il quale portò all'esecuzione di tre vergini e di numerose altre persone.
Nel tardo impero, sappiamo da una lettera che Quinto Aurelio Simmaco chiese al praefectus urbi, e successivamente al vicario di Roma, di condannare la Vestale di Alba, Primigenia, per aver violato il voto di castità, assieme al suo amante Maximus.

## Aquilia Severa, la vestale imperatrice
L'imperatore Eliogabalo, che si identificava con il dio sole, sposò in seconde nozze la vestale Aquilia Severa nel 220, in un matrimonio che simulava quello delle due divinità. Tale matrimonio fu di scandalo per la popolazione romana, poiché si trattava della rottura di un'antichissima e onorata tradizione romana, tanto che, per legge, una vestale che avesse perso la propria verginità veniva seppellita viva. Non diede eredi all'imperatore, il quale divorziò da Aquilia nel 221 per sposare Annia Faustina. Quando questo matrimonio naufragò, Eliogabalo riprese con sé Aquilia, affermando che il loro divorzio non era valido. Non si hanno notizie di Aquilia dopo l'uccisione di Eliogabalo nel 222.

## Claudia, la vestale convertita
Prudenzio nella sua raccolta di inni, il cd. Liber Peristephanon parla di una Vestale, Claudia, che si era convertita al cristianesimo nel tardo IV sec.
Nell'inno dedicato alla passione di S. Lorenzo, Claudia viene descritta entrare nel santuario del martire: "aedemque, Laurenti, tuam Vestalis intrat Claudia". Si è voluta identificare questa Claudia con una Vestale di cui parla Quinto Aurelio Simmaco, in qualità di pontifex maior in una lettera, dove auspica la smentita da parte di una Vestale delle voci secondo cui lei voleva lasciare, prima dei limiti previsti, la clausura. Il motivo poteva essere proprio il passaggio dal paganesimo al cristianesimo, ma l'epistola di Simmaco non lo spiega.
Sarebbe l'unico caso certo di abbandono del sacerdozio pagano per conversione ad altra religione ma, se è molto dubbio che questa Claudia possa essere la Vestale Massima a cui fu dedicata una statua nel 364 - e la cui dedica è stata erasa - è invece probabile sia la stessa Claudia che è sepolta nella Basilica di San Lorenzo fuori le mura.

## Celia Concordia, l'ultima vestale
L'affermazione del Cristianesimo nell'Impero non causò, per i primi secoli, la fine dell'ordine. Al contrario le Vestali, ministre di un culto millenario caro alle donne e alla città, continuarono ad essere amate ed onorate dal popolo romano fino al IV secolo. L'ultima gran sacerdotessa fu Celia Concordia (384).
Divenuto il credo niceno religione di Stato nel 380 con l'editto di Tessalonica, a partire dal 391 Teodosio I, con una serie di decreti, proibì il mantenimento di qualunque culto pagano e il sacro fuoco nel tempio di Vesta venne spento, decretando la fine dell'ordine delle Vestali.
Ferdinand Gregorovius descrive così la scena finale, all'ingresso di Teodosio in Roma: